# Jonny Gray (Rugbyspieler)
Jonathan „Jonny“ Douglas Gray (* 14. März 1994 in Rutherglen) ist ein schottischer Rugby-Union-Spieler. Er spielt auf der Position des Zweite-Reihe-Stürmers für den englischen Verein Exeter Chiefs und für die schottische Nationalmannschaft. Sein fünf Jahre älterer Bruder Richie Gray ist ebenfalls Rugbyspieler. Zu seinen Erfolgen gehören je ein Meistertitel mit den Glasgow Warriors und Exeter sowie ein Europapokalsieg mit Exeter.

## Biografie

### Vereinskarriere
Gray trat mit sieben Jahren dem Cambuslang RFC in Cambuslang (South Lanarkshire) bei, wo er als 16-Jähriger zur ersten Mannschaft stieß. Daneben spielte er auch für die Calderglen High School in East Kilbride. Im Mai 2013 erhielt er seinen ersten Profivertrag bei den Glasgow Warriors, nachdem er in der Saison 2012/13 der Pro12 zweimal eingewechselt worden war. Mit seiner Mannschaft gewann er in der Saison 2014/15 den Pro12-Meistertitel; dabei nahm er als Stammspieler auf seiner Position eine tragende Rolle ein, unter anderem im Meisterschaftsfinale gegen Munster Rugby. Mit gerade einmal 21 Jahren wurde Gray im November 2015 zum Mannschaftskapitän der Warriors ernannt und löste damit seinen kürzlich zurückgetretenen Mentor Alastair Kellock ab.
Nachdem er ein Angebot des englischen Vereins Bristol Rugby abgelehnt hatte, verlängerte Gray im Dezember 2017 stattdessen seinen Vertrag bei den Warriors um weitere zwei Jahre. Im Januar 2020 gaben die Exeter Chiefs bekannt, dass sie Gray ab Sommer 2020 für zwei Jahre unter Vertrag genommen hatten. In Exeter traf er auf seine Nationalmannschaftskollegen Stuart Hogg, Sam Skinner und Sam Hidalgo-Clyne. Der Wechsel erwies sich für Gray als äußerst erfolgreich, denn die Chiefs entschieden sowohl den European Rugby Champions Cup als auch die englische Meisterschaft für sich (die Finalspiele beider Wettbewerbe waren wegen der COVID-19-Pandemie auf Oktober verschoben worden). In der darauf folgenden Saison 2020/21 mussten sich die Chiefs im Finale äußerst knapp den Harlequins geschlagen geben.

### Nationalmannschaft
2012 und 2013 spielte Gray insgesamt neunmal für die schottische U20-Nationalmannschaft, im zweiten Jahr führte er diese als Kapitän an. Zu seinem ersten Einsatz in einem Test Match mit der schottischen Nationalmannschaft kam er am 17. November 2013 im Alter von 19 Jahren gegen Südafrika. Gray avancierte zum Stammspieler und spielte in Test Matches häufig an der Seite seines Bruders, sodass sie gemeinsam die zweite Sturmreihe bildeten. Er gehörte zum Kader bei der Weltmeisterschaft 2015 und bestritt drei von vier Vorrundenspielen sowie das knapp verlorene Viertelfinale gegen Australien. Ab 2015 gehörte er bei allen Ausgaben der Six Nations zur Stammformation. Er nahm auch an der Weltmeisterschaft 2019 teil und wurde erneut in drei von vier Vorrundenspielen eingesetzt. Nachdem er die ersten beiden Spiele der Six Nations 2020 bestritten hatte, zog er sich eine Handverletzung zu, worauf er den Rest des Turniers verpasste.

## Erfolge
Glasgow Warriors:
- Meister Pro12: 2015
- Meisterschaftsfinalist Pro12: 2014

Exeter Chiefs:
- Englischer Meister: 2020
- Sieger European Rugby Champions Cup: 2020
- Finalist European Rugby Champions Cup: 2021